# Douglas A. Anderson
Douglas Allen Anderson, né le 30 décembre 1959, est un écrivain et éditeur dans les domaines de la fantasy et de la littérature médiévale, spécialisé dans les analyses textuelles des œuvres de J. R. R. Tolkien.
Son premier livre publié a été Le Hobbit annoté (1988, révisé en 2002), une version commentée du Hobbit dans laquelle il retrace les influences de l'auteur, les liens entre ce roman et les autres écrits de Tolkien, ainsi que les révisions apportées au texte dans ses différentes éditions. Le Hobbit annoté remporte le Mythopoeic Award à sa sortie.
Les études textuelles d'Anderson du Seigneur des Anneaux sont au cœur de l'édition révisée américaine de 1987 par Houghton Mifflin, incorporant les changements divers apportés aux éditions britanniques sous la direction de Tolkien. 
Avec Verlyn Flieger et Michael D. C. Drout, il est le coéditeur de Tolkien Studies: An Annual Scholarly Review, (Volume 1, 2004; Volume 2, 2005; Volume 3, 2006; Volume 4, 2007; Volume 5, 2008; and Volume 6, 2009).
Anderson a aussi édité les travaux d'autres auteurs comme Leonard Cline, Kenneth Morris et William Hope Hodgson.

### Sources
- Douglas A. Anderson (trad. Daniel Lauzon), Le Hobbit annoté [« The Annotated Hobbit »], Christian Bourgois, 2012 (ISBN 978-2-267-02389-3)
- Mythprint, June 1999
- Brève biographie sur le site de Houghton Mifflin Books (en anglais)